# Кліберн (Техас)
Кліберн (англ. Cleburne) — місто (англ. city) в США, в окрузі Джонсон штату Техас. Населення — 31 352 особи (2020).

## Географія
Кліберн розташований за координатами 32°21′9″ пн. ш. 97°24′33″ зх. д. / 32.35250° пн. ш. 97.40917° зх. д. (32.352572, -97.409192).  За даними Бюро перепису населення США в 2010 році місто мало площу 84,06 км², з яких 76,62 км² — суходіл та 7,45 км² — водойми. В 2017 році площа становила 98,00 км², з яких 90,49 км² — суходіл та 7,50 км² — водойми.

## Демографія
Згідно з переписом 2010 року, у місті мешкало 29 337 осіб у 10 439 домогосподарствах у складі 7343 родин. Густота населення становила 349 осіб/км².  Було 11418 помешкань (136/км²).
Расовий склад населення:
| - 82,3 % — білих - 4,4 % — чорних або афроамериканців - 0,7 % — корінних американців - 0,5 % — азіатів - 0,3 % — вихідців з тихоокеанських островів - 9,4 % — осіб інших рас |

До двох чи більше рас належало 2,4 %. Частка іспаномовних становила 27,1 % від усіх жителів.
За віковим діапазоном населення розподілялося таким чином: 28,0 % — особи молодші 18 років, 58,9 % — особи у віці 18—64 років, 13,1 % — особи у віці 65 років та старші. Медіана віку мешканця становила 33,9 року. На 100 осіб жіночої статі у місті припадало 96,0 чоловіків;  на 100 жінок у віці від 18 років та старших — 93,4 чоловіків також старших 18 років.
Середній дохід на одне домашнє господарство  становив 60 973 долари США (медіана — 48 059), а середній дохід на одну сім'ю — 68 981 долар (медіана — 56 033). Медіана доходів становила 50 069 доларів для чоловіків та 32 392 долари для жінок. За межею бідності перебувало 18,7 % осіб, у тому числі 28,2 % дітей у віці до 18 років та 7,1 % осіб у віці 65 років та старших.
Цивільне працевлаштоване населення становило 12 221 особа. Основні галузі зайнятості: освіта, охорона здоров'я та соціальна допомога — 21,4 %, виробництво — 12,4 %, роздрібна торгівля — 12,1 %.